# Čchu (Deset říší)
Říše Čchu (čínsky pchin-jinem Chǔ, znaky 楚) byla v letech 907–951 jedním z jihočínských států období Pěti dynastií a deseti říší. Rozkládala se v moderní provincii Chu-nan. Vznikla roku 907, když Ma Jin, ovládající zmíněný region, uznal svržení posledního císaře říše Tchang a nástup říše Pozdní Liang v severní Číně, přijal od liangského císaře titul krále Čchu a vládl prakticky nezávisle. Roku 927 obdržel od císaře říše Pozdní Tchang vyšší titul Čchu kuo-wang (楚國王, doslova „král země Čchu“). Království Čchu zaniklo roku 951, kdy bylo dobyto říší Jižní Tchang. Tchangská nadvláda trvala pouze rok, poté proti ní úspěšně povstali čchuští důstojníci pod vedením Liou Jena. V dalších letech oblast postupně ovládalo několik generálů ťie-tu-š’, než ji roku 963 obsadila sungská armáda.

## Historie
Ke konci říše Tchang autorita její vlády klesala a povstání Chuang Čchaoa v letech 874–884 ještě více oslabilo moc ústředních úřadů. V následujících desetiletích regionální vojenští guvernéři ťie-tu-š’ spravovali svěřená území prakticky nezávisle. Území moderní provincie Chu-nan ovládal Ma Jin, od roku 896 ťie-tu-š’ Chu-nanu. Do roku 899 si ma Jin podrobil celý Chu-nan. Roku 907 Ma Jin uznal svržení posledního císaře říše Tchang a nástup říše Pozdní Liang v severní Číně a přijal od liangského císaře Ču Wena titul krále Čchu (Čchu wang). Jeho podřízenost říši Liang byla víceméně formální, říší Liang odváděl tribut, vnitřní záležitosti však spravoval po svém, a v zahraniční politice potřeboval pomoc Pozdní Liang proti svému východnímu sousedu, království Wu. Zdrojem konfliktů mezi Čchu a Wu byla snaha Čchu o podrobení si Ťing-nanu ležícího severně od Čchu, který pravidelně žádal Wu o pomoc. Po roce 928 se Čchu útoků na Ťing-nan vzdalo s tím, že je výhodnější sousedit s malým státem, který je neohrožuje; vztahy s Wu se poté uklidnily.
Ma Jinova vláda byla mírová, daně relativně nízké, čchuští obchodníci vyváželi čaj a vláda z daní za obchod s čajem nakupovala látky a koně pro dvůr a armádu. Vláda se snažila podnítit výrobu hedvábí jeho vyžadováním jako prostředku platby daní místo mincí. Ve Čchu odlévali vlastní mince, olověné a železné, též cínové (kvůli nedostatku mědi), které však neplatily v sousedních státech, obchodníci je před opuštěním země museli vyměnit za zboží.
Po Ma Jinově úmrtí roku 930 se na čchuském trůnu střídali jeho synové. Roku 947 po smrti Ma Si-fana, který neurčil následníka, vypukl spor mezi jeho bratry, který vyústil v občanskou válku, což využila říše Jižní Tchang (nástupce Wu) k invazi a roku 951 Čchu dobyla. Současně jih Čchu zabral stát Jižní Chan. Následující rok však bývalí čchuští generálové Liou Jen, Čou Sing-feng a Wang Ťin-kchuej postavili armádu a vyhnali tchangské oddíly z většiny čchuského území. Nadále vládli Chu-nanu nezávisle, přičemž se hlásili k podřízenosti severní říši Pozdní Čou.
Po několika letech neklidu a bojů situaci v Chu-nanu stabilizoval Čou Sing-feng, když se roku 956 chopil vlády nad regionem, nicméně po jeho úmrtí roku 962 jeho desetiletý syn a dědic nebyl schopen udržet moc a požádal o pomoc říši Sung ovládající severní Čínu. Sungský císař využil příležitost a do podzimu 963 zabral celý Chu-nan (a při jednom i Ťing-nan).

## Panovníci
| Jméno                  | Jméno    | Jméno                   | Portrét | Narození Úmrtí | Vláda   | Éra vlády |
| posmrtné               | chrámové | příjmení a osobní jméno | Portrét | Narození Úmrtí | Vláda   | Éra vlády |
| ---------------------- | -------- | ----------------------- | ------- | -------------- | ------- | --------- |
| Wu-mu-wang 武穆王      | –        | Ma Jin 馬殷             |         | 853–930        | 907–930 | –         |
| Cheng-jang-wang 衡阳王 | –        | Ma Si-šeng 馬希聲       |         | 899–932        | 930–932 | –         |
| Wen-čao-wang 文昭王    | –        | Ma Si-fan 馬希範        |         | 899–947        | 932–947 | –         |
| Fej-wang 废王          | –        | Ma Si-kuang 馬希廣      |         | 922–950        | 947–950 | –         |
| Kung-siao-wang 恭孝王  | –        | Ma Si-e 馬希萼          |         | 900–953        | 950–951 | –         |